# 61.ª Cúpula de Chefes de Estado do Mercosul
A 61.ª cúpula de chefes de Estado do Mercosul foi uma das edições bianuais do bloco sediada na cidade de Montevidéu em um encontro promovido pelo Uruguai; país que até então estava na Presidência Rotativa Pro-tempore do Mercosul.
O encontro ocorreu em um clima de tensão devido à discordância dos presidentes sobre o rumo do bloco econômico. Essa tensão ocorre pelo fato do Uruguai ter anunciado em 2021 uma série de acordos comerciais com a China – que não faz parte do Mercosul – e isso vai contra o protocolo de Ushuaia, assinado pelos membros do bloco, no que obriga os países–membros a negociarem sempre em conjunto com os demais integrantes do Mercosul e nunca sós. Por esse motivo o Uruguai foi criticado pelos demais membros; Brasil, Paraguai e Argentina.
A cúpula também marcou a passagem da presidência rotativa do bloco econômico do Uruguai para a Argentina.
Essa foi a segunda cúpula consecutiva que o então presidente do Brasil, Jair Bolsonaro, não participou do evento.

## Presidentes participantes
Abaixo estão os nomes dos presidentes que participaram do evento presencialmente.

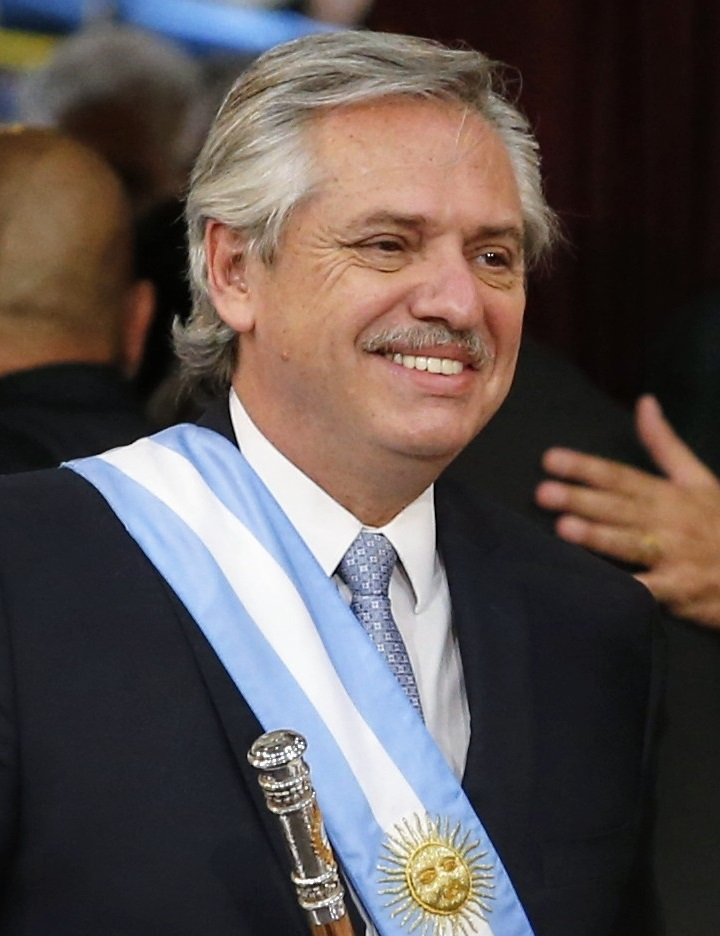
ARG Alberto Fernández, Presidente
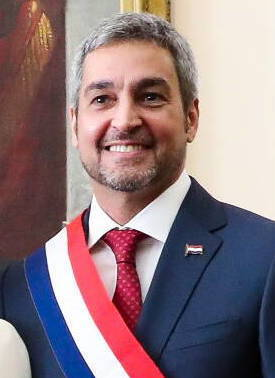
PAR Mario Abdo Benítez, Presidente
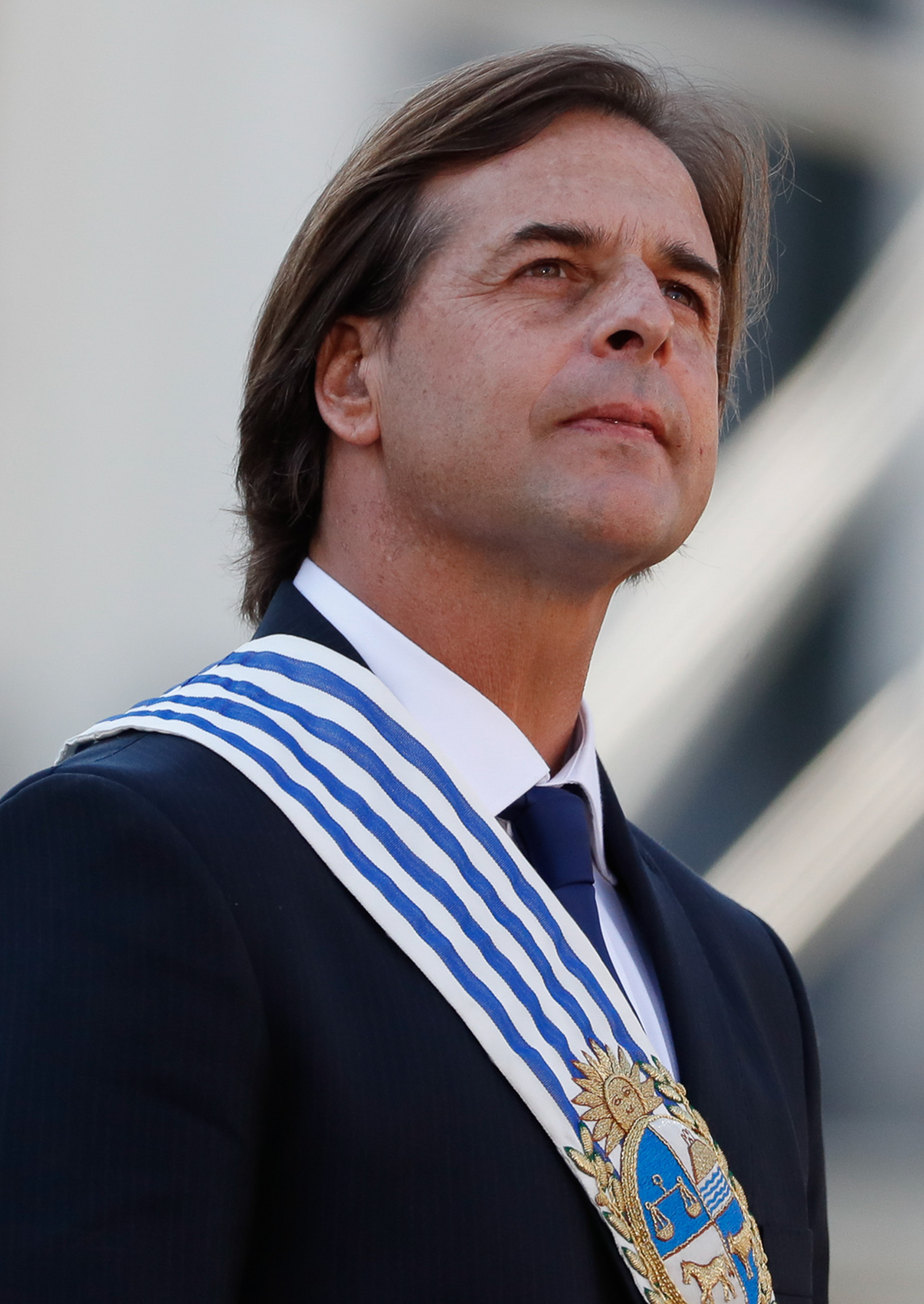
URY Luis Lacalle Pou, Presidente (anfitrião)

- Argentina
Alberto Fernández, Presidente
- Paraguai
Mario Abdo Benítez, Presidente
- Uruguai
Luis Lacalle Pou, Presidente (anfitrião)

### Presidentes ausentes
- Jair Bolsonaro – O Brasil foi representado pelo vice–presidente Hamilton Mourão.